# مانويل غوندرا
مانويل غوندرا بيريرا (بالإسبانية: Manuel Gondra Pereira)‏ وهو سياسي باراغواياني ينتمي إلى الحزب الليبرالي ولد وكان مانويل غوندرا بيريرا في 1 كانون الثاني - يناير من سنة 1871 في العاصمة الأرجنتينية بوينس آيرس. شغل بيريرا منصب رئيس جمهورية الباراغواي مرتين المرة الأولى كانت ما بين 25 تشرين الثاني من سنة 1910 إلى 17 كانون الثاني من سنة 1911 والمرة الثانية كانت ما بين 15 آب من سنة 1920 إلى 29 تشرين الثاني من سنة 1921. توفي مانويل غوندرا بيريرا في 8 أذار - مارس من سنة 1927 في مدينة أسونسيون عاصمة الباراغواي.